# Шилохвіст жовтодзьобий
Шилохвіст жовтодзьобий (Anas georgica) — вид водоплавних птахів родини качкових (Anatidae). Поширений в Південній Америці.

## Поширення
Вид трапляється в Колумбії, Перу, Бразилії, Болівії, Чилі, Аргентині, Парагваї, Уругваї, а також на Фолклендських островах, Південній Джорджії та Південних Сандвічевих островах. Підвид A. g. niceforoi, який раніше зустрічався в центральній частині Колумбії, вважається вимерлим, оскільки востаннє був зареєстрований у 1952 році (і описаний лише в 1946 році). Середовище існування виду коливається від високогірних озер і боліт до низинних озер і річок і узбережжя відкритої місцевості.

## Опис
Жовтодзьобий шилохвіст — це велика качка, подібна за розміром до звичайного шилохвоста; птахи підвиду georgica мають розміри від 41,5 до 55 см, тоді як більший підвид spinicauda має розміри від 50 до 65 см. Відмінною рисою зовнішнього вигляду цього виду є світло-жовтий дзьоб з темною смугою зверху, менш помітною у самиць. Оперення обох статей і пташенят коричневе. Хвіст коричневий, довгий і загострений, як і у інших шилохвостів. Спинне пір'я має жовто-рудуватий або сірий край, нижня сторона тіла мармурова, зі світлішою шиєю. У самиць світліше, навіть білясте черевце. На крилах є чорне дзеркало із зеленим відтінком і жовтуватим краєм, блискуче у самців і матове у самиць. Ноги сірі. Підвид georgica має темніше оперення та коричневий живіт. У підвиду georgica маса тіла дорослого селезня 540—655 г, качки — 460—495 г; птахи підвиду spinicauda мають вагу 663—827 г.

## Розмноження
Гніздо розташовують на землі серед рослинності поблизу води. Вистелене травою і пухом. Кладка складається з 4-10 яєць, які вилуплюються після інкубації протягом приблизно 26 днів. У пташенят темно-коричневий пух зверху і жовтий знизу.